# Hidas Pál
Hidas Pál (Budapest, 1961. november 30. – 2015. május 20.) magyar fizikus.

## Tanulmányai
A budapesti I. István Gimnáziumban érettségizett 1980-ban. Az ELTE-n szerezte fizikusi diplomáját 1985-ben, majd egyetemi doktori címét (részecskefizika témában) 1989-ben. A PhD fokozatot szintén itt kapta 1996-ban.

## Kutatói és ismeretterjesztő tevékenysége
Az MTA Wigner Fizikai Kutatóközpont Részecske- és Magfizikai Intézet Nagyenergiás Fizikai Osztályának tudományos főmunkatársa kísérleti részecskefizika területen. A magyar tagság kezdete óta részt vett a CERN-ben folyó részecskefizikai kutatásokban. Dolgozott az amerikai Fermilabnál és az RHIC gyorsító PHENIX együttműködésében.
Az MTA Részecskefizikai Tudományos Bizottságának tagja volt.
Tudományos munkássága mellett ismeretterjesztést is végzett, írt a Természet Világa tudományos folyóiratba, és aktív szerkesztője volt a Wikipédia online enciklopédiának.